# Двойной объёмный каркас
Двойной объёмный каркас  — популярная каркасная технология в деревянном домостроении, заключающаяся в смещении несущих стоек относительно друг друга в «шахматном порядке». Зазор между стойками заполняется утеплителем (минеральная вата, пенополистирол, пенополиуретан, опилки и др.). Таким образом удается устранить мостики холода, оказывающие  негативное действие на строительные элементы и здоровье людей .
В англоязычных источниках для обозначения двойного объёмного каркаса используются выражения double stud wall, staggered stud wall и другие.

## Назначение
В суровых климатических зонах (Канада, север США, Скандинавия, Россия) двойной объёмный каркас используется для повышения термосопротивления стен . Это позволяет резко снизить затраты на отопление и возводить жилье, пригодное для круглогодичного проживания в северных широтах .
В мягких климатических зонах двойные объёмные каркасы часто строят для обеспечения надежной звукоизоляции помещений – это особенно актуально в коттеджных поселках, расположенных вдоль крупных шоссе, в пригородах городов, а также при оборудовании домашних кинотеатров .

## Особенности
Двойной объёмный каркас технологически более сложен, чем традиционный канадский (одинарный) каркас. Это требует высокой квалификации конструкторов и строителей. Из-за большей толщины стен и других конструктивных особенностей увеличивается расход пиломатериалов. Однако при соблюдении всех правил строительства дома, построенные по технологии "Двойной объёмный каркас", позволяют экономить на отоплении, выдерживают большие вертикальные и горизонтальные нагрузки, безопасны для проживания людей и домашних животных, оценочный срок эксплуатации более 100 лет .